# Volleyball-Weltmeisterschaft 2006

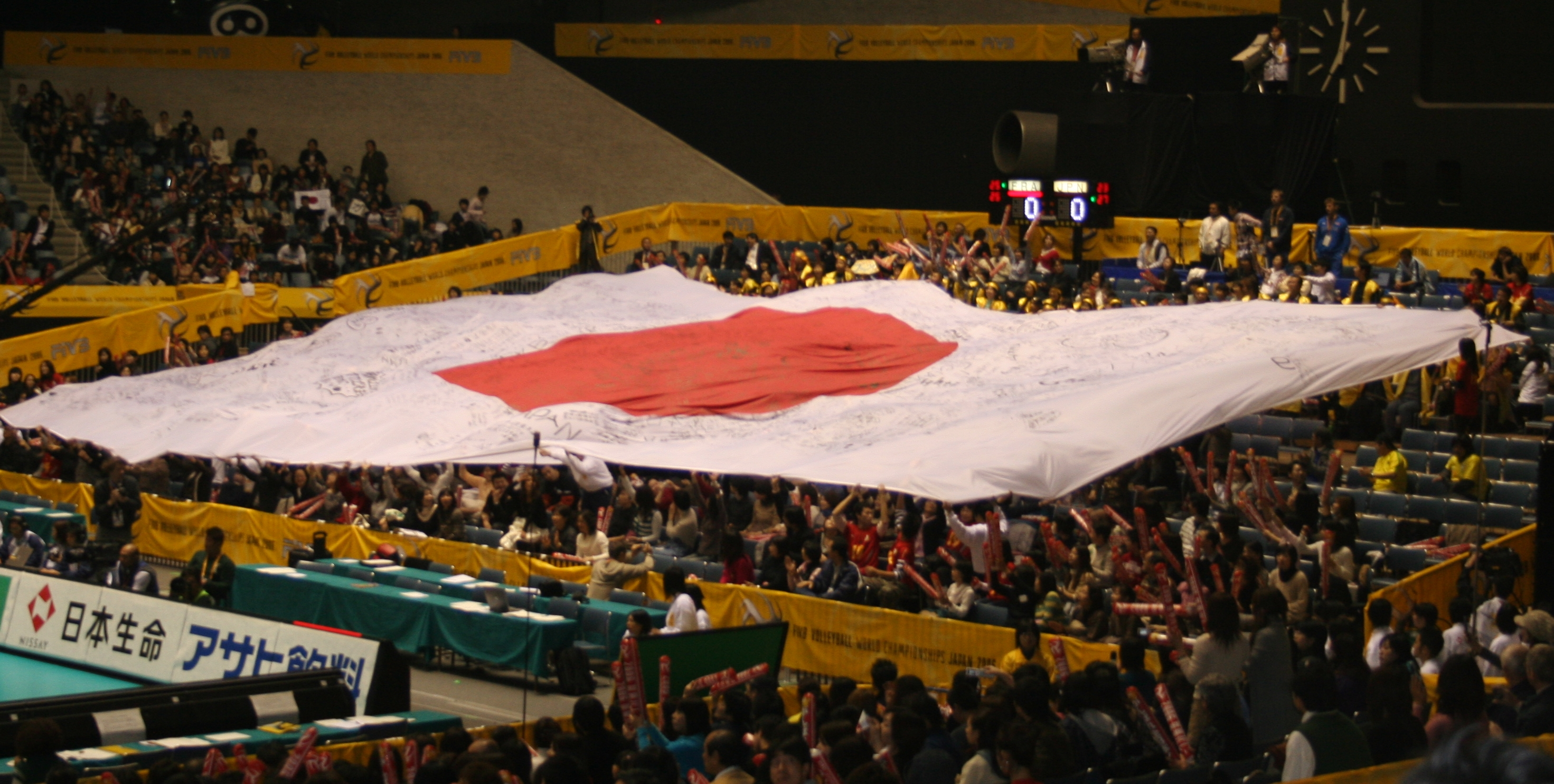
Publikum bei der WM

Die Volleyball-Weltmeisterschaft 2006 fand vom 31. Oktober bis 3. Dezember in Japan statt. Zunächst wurde der Wettbewerb der Frauen ausgetragen. Russland wurde mit einem 3:2-Sieg im Endspiel gegen Brasilien Weltmeister. Die Wettkämpfe der Männer begannen am 17. November. Der amtierende Olympiasieger Brasilien gewann das Turnier mit einem klaren 3:0-Sieg im Finale gegen Polen. Bei beiden Wettbewerben war die deutsche Nationalmannschaft vertreten. Die Frauen belegten nach einer erfolgreichen Vorrunde am Ende nur Platz 11. Die Männer erreichten nach einer sehr erfolgreichen Vorrunde und einer erfolglosen Zwischenrunde mit zwei Siegen in den Platzierungsspielen den neunten Rang.

## Modus
Der Modus war bei Frauen und Männern gleich. Das Turnier begann mit einer Vorrunde in vier Gruppen (A–D) mit je sechs Mannschaften. Die Auslosung fand am 29. November 2005 in Tokio statt. Der Sieger eines Gruppenspiels erhielt zwei Punkte, der Verlierer einen Punkt. Bei Punktgleichheit entschied der Quotient der Ballpunkte (BPQ) über die Platzierung. Die besten vier Teams jeder Gruppe erreichten die zweite Runde. Dort wurden zwei Achtergruppen (E und F) gebildet, wobei die Ergebnisse aus den direkten Duellen der ersten Runde übernommen wurden. Die jeweils sechs besten Mannschaften der beiden Gruppen erreichten die Platzierungsspiele.

## Frauen

### Spielplan

#### Erste Runde
In der Gruppe A kam es gleich am ersten Spieltag zum direkten Duell der beiden besten Mannschaften. Im asiatischen Duell setzte sich Taiwan gegen Japan durch. In den folgenden Spielen gaben die beiden Teams keinen Punkt mehr ab. Polen verlor lediglich gegen diese Gegner und erreichte damit Platz 3 in der Gruppe. Mit Südkorea qualifizierte sich ein weiterer Vertreter aus dem fernen Osten für die zweite Runde. Costa Rica und Kenia waren hingegen chancenlos. Die Mittelamerikanerinnen gewannen lediglich das direkte Duell der Außenseiter, die Afrikanerinnen unterlagen in allen fünf Spielen.
Die deutsche Mannschaft startete in Gruppe B mit einem souveränen Erfolg gegen die Dominikanische Republik in die WM. Auch im zweiten Spiel gegen Mexiko gab es für das Team von Giovanni Guidetti, der die Frauen zum ersten Mal bei einem großen Turnier betreute, einen ungefährdeten 3:0-Sieg. Gegen den späteren Gruppensieger Russland gab es dann die erste Niederlage der DVV-Auswahl. Mit dem 3:0 gegen Aserbaidschan waren die Frauen anschließend wieder erfolgreich. Einen Tag später sorgte die deutsche Mannschaft mit einem 3:1-Erfolg gegen den amtierenden Olympiasieger China für eine Überraschung, die dem Volleyball zu einer ungewohnten medialen Aufmerksamkeit verhalf. Die Asiatinnen hatten zuvor bereits das Spiel gegen Russland verloren und landeten damit hinter Deutschland auf Platz 3. Als viertes Team qualifizierte sich Aserbaidschan mit zwei Siegen für die zweite Runde. Die Spielerinnen aus der Karibik konnten lediglich einen Sieg im Außenseiter-Duell gegen Mexiko verbuchen.
In Gruppe C dominierte Brasilien. Der WM-Favorit gab lediglich gegen die Niederlande zwei Sätze ab. Dahinter platzierte sich die Mannschaft der USA, die gegen die Südamerikanerinnen deutlich mit 0:3 unterlag, aber alle anderen Spiele für sich entscheiden konnte. Dritter wurde das Oranje-Team, das gegen die Favoriten jeweils erst im fünften Satz verlor. Rang 4 belegte Puerto Rico mit zwei Siegen. Kasachstan konnte zwar ein paar Achtungserfolge landen, musste sich jedoch ebenso nach der ersten Runde verabschieden wie das erstmals für eine WM qualifizierte Kamerun.
In Gruppe D überraschte die trotz der politischen Trennung noch gemeinsam angetretene Mannschaft von Serbien und Montenegro gleich zum Auftakt mit einem 3:1-Sieg gegen den Titelverteidiger Italien. Die Spielerinnen vom Balkan setzten sich schließlich als ungeschlagener Gruppensieger vor den Südeuropäerinnen durch. Der dreimalige Weltmeister Kuba belegte den dritten Platz. Außerdem konnte sich die Türkei für die nächste Runde qualifizieren. Die Außenseiter Peru und Ägypten schieden nach der Vorrunde aus.
| Gruppe A in Tokio |            |       |       |        |
| Platz             | Team       | BPQ   | Sätze | Punkte |
| 1                 | Taiwan     | 1,226 | 15:4  | 10     |
| 2                 | Japan      | 1,234 | 13:5  | 9      |
| 3                 | Polen      | 1,062 | 11:10 | 8      |
| 4                 | Südkorea   | 1,134 | 11:9  | 7      |
| 5                 | Costa Rica | 0,713 | 4:14  | 6      |
| 6                 | Kenia      | 0,710 | 3:15  | 5      |

| Gruppe B in Sapporo |                         |       |       |        |
| Platz               | Team                    | BPQ   | Sätze | Punkte |
| 1                   | Russland                | 1,249 | 15:4  | 10     |
| 2                   | Deutschland             | 1,167 | 13:4  | 9      |
| 3                   | Volksrepublik China     | 1,093 | 11:7  | 8      |
| 4                   | Aserbaidschan           | 1,038 | 8:10  | 7      |
| 5                   | Dominikanische Republik | 0,888 | 5:12  | 6      |
| 6                   | Mexiko                  | 0,587 | 0:15  | 5      |

| 31. Oktober | Südkorea   | Costa Rica | 3:0 |
|             | Polen      | Kenia      | 3:1 |
|             | Taiwan     | Japan      | 3:1 |
| 1. November | Kenia      | Taiwan     | 0:3 |
|             | Südkorea   | Polen      | 2:3 |
|             | Costa Rica | Japan      | 0:3 |
| 3. November | Taiwan     | Südkorea   | 3:2 |
|             | Polen      | Costa Rica | 3:1 |
|             | Japan      | Kenia      | 3:0 |
| 4. November | Costa Rica | Kenia      | 3:2 |
|             | Polen      | Taiwan     | 1:3 |
|             | Südkorea   | Japan      | 1:3 |
| 5. November | Taiwan     | Costa Rica | 3:0 |
|             | Kenia      | Südkorea   | 0:3 |
|             | Japan      | Polen      | 3:1 |

| 31. Oktober | Dom. Rep.           | Deutschland         | 0:3 |
|             | Mexiko              | Russland            | 0:3 |
|             | Volksrepublik China | Aserbaidschan       | 3:1 |
| 1. November | Aserbaidschan       | Russland            | 1:3 |
|             | Deutschland         | Mexiko              | 3:0 |
|             | Volksrepublik China | Dom. Rep.           | 3:0 |
| 3. November | Dom. Rep.           | Aserbaidschan       | 1:3 |
|             | Russland            | Deutschland         | 3:1 |
|             | Mexiko              | Volksrepublik China | 0:3 |
| 4. November | Volksrepublik China | Russland            | 1:3 |
|             | Aserbaidschan       | Deutschland         | 0:3 |
|             | Dom. Rep.           | Mexiko              | 3:0 |
| 5. November | Deutschland         | Volksrepublik China | 3:1 |
|             | Mexiko              | Aserbaidschan       | 0:3 |
|             | Russland            | Dom. Rep.           | 3:1 |

| Gruppe C in Kōbe |                    |       |       |        |
| Platz            | Team               | BPQ   | Sätze | Punkte |
| 1                | Brasilien          | 1,432 | 15:2  | 10     |
| 2                | Vereinigte Staaten | 1,153 | 12:7  | 9      |
| 3                | Niederlande        | 1,059 | 13:8  | 8      |
| 4                | Puerto Rico        | 0,877 | 6:10  | 7      |
| 5                | Kasachstan         | 0,950 | 8:12  | 6      |
| 6                | Kamerun            | 0,632 | 0:15  | 5      |

| Gruppe D in Nagoya |                        |       |       |        |
| Platz              | Team                   | BPQ   | Sätze | Punkte |
| 1                  | Serbien und Montenegro | 1,196 | 15:4  | 10     |
| 2                  | Italien                | 1,317 | 13:4  | 9      |
| 3                  | Kuba                   | 1,113 | 11:8  | 8      |
| 4                  | Türkei                 | 1,025 | 6:11  | 7      |
| 5                  | Peru                   | 0,937 | 9:12  | 6      |
| 6                  | Ägypten                | 0,464 | 0:15  | 5      |

| 31. Oktober | Brasilien   | Puerto Rico | 3:0 |
|             | Niederlande | Kamerun     | 3:0 |
|             | USA         | Kasachstan  | 3:2 |
| 1. November | Kasachstan  | Brasilien   | 0:3 |
|             | Kamerun     | Puerto Rico | 0:3 |
|             | Niederlande | USA         | 2:3 |
| 3. November | Brasilien   | Niederlande | 3:2 |
|             | Puerto Rico | Kasachstan  | 3:1 |
|             | USA         | Kamerun     | 3:0 |
| 4. November | USA         | Brasilien   | 0:3 |
|             | Kamerun     | Kasachstan  | 0:3 |
|             | Niederlande | Puerto Rico | 3:0 |
| 5. November | Brasilien   | Kamerun     | 3:0 |
|             | Puerto Rico | USA         | 0:3 |
|             | Kasachstan  | Niederlande | 2:3 |

| 31. Oktober | Peru           | Ägypten        | 3:0 |
|             | Türkei         | Kuba           | 0:3 |
|             | Italien        | Serbien und M. | 1:3 |
| 1. November | Ägypten        | Türkei         | 0:3 |
|             | Serbien und M. | Kuba           | 3:1 |
|             | Italien        | Peru           | 3:0 |
| 3. November | Peru           | Serbien und M. | 2:3 |
|             | Kuba           | Ägypten        | 3:0 |
|             | Türkei         | Italien        | 0:3 |
| 4. November | Serbien und M. | Ägypten        | 3:0 |
|             | Peru           | Türkei         | 2:3 |
|             | Italien        | Kuba           | 3:1 |
| 5. November | Türkei         | Serbien und M. | 0:3 |
|             | Kuba           | Peru           | 3:2 |
|             | Ägypten        | Italien        | 0:3 |

#### Zweite Runde
Italien und Serbien-Montenegro belegten punktgleich die ersten Plätze in der Gruppe E. Während der Titelverteidiger diesmal ungeschlagen blieb, verlor die Mannschaft vom Balkan gegen Japan und setzte sich gegen Taiwan erst im fünften Satz durch. Alle Teams aus der Vorrunden-Gruppe D konnten sich für die nächste Runde qualifizieren, während für Südkorea und Polen die WM beendet war.
Für die deutsche Mannschaft begann die Zwischenrunde in der Gruppe F mit einer unglücklichen Niederlage. Drei Tage nach dem überraschenden Erfolg gegen China konnten die Frauen des DVV gegen die Niederlande eine 11:5-Führung und einen Matchball im fünften Satz nicht nutzen und unterlagen 2:3. Einen Tag später spielten sie trotz des 3:0-Sieges auch gegen Außenseiter Puerto Rico nicht souverän. Gegen den Favoriten Brasilien folgte eine deutliche 0:3-Niederlage. Im letzten Spiel gegen die USA vergaben die Deutschen erneut einen Matchball und verfehlten somit das vor der WM ausgegebene Ziel, mindestens Platz 8 zu erreichen. Die späteren Finalisten Brasilien und Russland dominierten diese Gruppe. Die Niederlande sicherten sich mit einem 3:2-Sieg gegen China, das wegen des minimal besseren Quotienten auch vor Deutschland landete, den dritten Platz. Außerdem konnte sich die USA für die nächste Runde qualifizieren, während Aserbaidschan und Puerto Rico ausschieden.
| Gruppe E |                        |       |       |        |
| Platz    | Team                   | BPQ   | Sätze | Punkte |
| 1        | Italien                | 1,268 | 19:4  | 13     |
| 2        | Serbien und Montenegro | 1,115 | 20:7  | 13     |
| 3        | Kuba                   | 1,086 | 17:7  | 12     |
| 4        | Japan                  | 1,012 | 14:14 | 11     |
| 5        | Taiwan                 | 0,903 | 12:16 | 10     |
| 6        | Türkei                 | 0,913 | 7:16  | 9      |
| 7        | Südkorea               | 0,932 | 8:18  | 8      |
| 8        | Polen                  | 0,853 | 5:20  | 8      |

| Gruppe F |                     |       |       |        |
| Platz    | Team                | BPQ   | Sätze | Punkte |
| 1        | Brasilien           | 1,215 | 21:5  | 14     |
| 2        | Russland            | 1,164 | 19:6  | 13     |
| 3        | Niederlande         | 0,960 | 16:13 | 11     |
| 4        | Volksrepublik China | 1,009 | 15:14 | 10     |
| 5        | Deutschland         | 1,005 | 14:13 | 10     |
| 6        | Vereinigte Staaten  | 0,995 | 12:16 | 10     |
| 7        | Aserbaidschan       | 0,938 | 8:17  | 9      |
| 8        | Puerto Rico         | 0,739 | 0:21  | 7      |

| 8. November  | Südkorea | Serbien und M. | 0:3 |
|              | Polen    | Italien        | 0:3 |
|              | Japan    | Kuba           | 1:3 |
|              | Taiwan   | Türkei         | 1:3 |
| 9. November  | Südkorea | Italien        | 0:3 |
|              | Polen    | Serbien und M. | 0:3 |
|              | Japan    | Türkei         | 3:1 |
|              | Taiwan   | Kuba           | 0:3 |
| 11. November | Südkorea | Kuba           | 0:3 |
|              | Polen    | Türkei         | 0:3 |
|              | Japan    | Serbien und M. | 3:2 |
|              | Taiwan   | Italien        | 0:3 |
| 12. November | Südkorea | Türkei         | 3:0 |
|              | Polen    | Kuba           | 0:3 |
|              | Japan    | Italien        | 0:3 |
|              | Taiwan   | Serbien und M. | 2:3 |

| 8. November  | Russland            | Puerto Rico | 3:0 |
|              | Deutschland         | Niederlande | 2:3 |
|              | Volksrepublik China | USA         | 3:1 |
|              | Aserbaidschan       | Brasilien   | 0:3 |
| 9. November  | Russland            | Niederlande | 3:0 |
|              | Deutschland         | Puerto Rico | 3:0 |
|              | Volksrepublik China | Brasilien   | 2:3 |
|              | Aserbaidschan       | USA         | 3:2 |
| 11. November | Russland            | USA         | 3:0 |
|              | Deutschland         | Brasilien   | 0:3 |
|              | Volksrepublik China | Puerto Rico | 3:0 |
|              | Aserbaidschan       | Niederlande | 0:3 |
| 12. November | Russland            | Brasilien   | 1:3 |
|              | Deutschland         | USA         | 2:3 |
|              | Volksrepublik China | Niederlande | 2:3 |
|              | Aserbaidschan       | Puerto Rico | 3:0 |

#### Platzierungsspiele
Die deutsche Mannschaft belegte nach einer enttäuschenden Niederlage gegen die Türkei, die im Spiel um Platz 9 den USA unterlag, und einem abschließenden 3:0-Sieg gegen Taiwan lediglich den elften Rang und schnitt damit trotz der erfolgreichen Vorrunde noch schlechter ab als vier Jahre zuvor beim Turnier im eigenen Land.
Deutschland spielte mit: Kathleen Weiß, Tanja Hart, Atika Bouagaa, Cornelia Dumler, Cathrin Schlüter, Christiane Fürst, Corina Ssuschke, Christina Benecke, Margareta Kozuch, Birgit Thumm, Angelina Grün und Kerstin Tzscherlich. Trainer war Giovanni Guidetti.
Die Niederlande konnten die Erfolge der Zwischenrunde nicht fortsetzen und verloren die Platzierungsspiele gegen Japan und Kuba. Olympiasieger China sicherte sich mit Siegen gegen das Team aus der Karibik und im asiatischen Duell den fünften Rang.
Im Halbfinale entthronte Russland mit einem deutlichen 3:0-Sieg den Titelverteidiger Italien, der auch das Spiel mit Platz 3 gegen Serbien und Montenegro in drei Sätzen verlor. Im Finale konnten sich die Russinnen mit 3:2 gegen Brasilien durchsetzen und wurden damit nach drei Bronze-Medaillen in Folge zum ersten Mal nach dem Ende der Sowjetunion Weltmeister.
|  | Halbfinale       | Halbfinale   |                |   | Finale       | Finale       |
|  |                  |              |                |   |              |              |
|  | Italien          | 0            |                |   |              |              |
|  | Russland         | 3            |                |   |              |              |
|  | 15. November     |              |                |   |              |              |
|  |                  |              | 16. November   |   |              |              |
|  | Russland         | 3            |                |   |              |              |
|  |                  | Brasilien    | 2              |   |              |              |
|  |                  |              |                |   |              |              |
|  | Spiel um Platz 3 |              |                |   |              |              |
|  | 15. November     | 15. November | Italien        | 0 |              |              |
|  | Brasilien        | 3            | Serbien und M. | 3 |              |              |
|  | Serbien und M.   | 1            |                |   | 16. November | 16. November |

|  | Platzierungsspiele 5-8 | Platzierungsspiele 5-8 |              |   | Spiel um Platz 5 | Spiel um Platz 5 |
|  |                        |                        |              |   |                  |                  |
|  | Kuba                   | 1                      |              |   |                  |                  |
|  | Volksrepublik China    | 3                      |              |   |                  |                  |
|  | 15. November           |                        |              |   |                  |                  |
|  |                        |                        | 16. November |   |                  |                  |
|  | Volksrepublik China    | 3                      |              |   |                  |                  |
|  |                        | Japan                  | 0            |   |                  |                  |
|  |                        |                        |              |   |                  |                  |
|  | Spiel um Platz 7       |                        |              |   |                  |                  |
|  | 15. November           | 15. November           | Kuba         | 3 |                  |                  |
|  | Niederlande            | 1                      | Niederlande  | 0 |                  |                  |
|  | Japan                  | 3                      |              |   | 16. November     | 16. November     |

|  | Platzierungsspiele 9-12 | Platzierungsspiele 9-12 |              |   | Spiel um Platz 9 | Spiel um Platz 9 |
|  |                         |                         |              |   |                  |                  |
|  | Taiwan                  | 0                       |              |   |                  |                  |
|  | USA                     | 3                       |              |   |                  |                  |
|  | 15. November            |                         |              |   |                  |                  |
|  |                         |                         | 16. November |   |                  |                  |
|  | USA                     | 3                       |              |   |                  |                  |
|  |                         | Türkei                  | 1            |   |                  |                  |
|  |                         |                         |              |   |                  |                  |
|  | Spiel um Platz 11       |                         |              |   |                  |                  |
|  | 15. November            | 15. November            | Taiwan       | 0 |                  |                  |
|  | Deutschland             | 1                       | Deutschland  | 3 |                  |                  |
|  | Türkei                  | 3                       |              |   | 16. November     | 16. November     |

### Endstand
| 1.  | Russland                |
| 2.  | Brasilien               |
| 3.  | Serbien und Montenegro  |
| 4.  | Italien                 |
| 5.  | Volksrepublik China     |
| 6.  | Japan                   |
| 7.  | Kuba                    |
| 8.  | Niederlande             |
| 9.  | USA                     |
| 10. | Türkei                  |
| 11. | Deutschland             |
| 12. | Taiwan                  |
| 13. | Südkorea                |
|     | Aserbaidschan           |
| 15. | Polen                   |
|     | Puerto Rico             |
| 17. | Dominikanische Republik |
|     | Costa Rica              |
|     | Peru                    |
|     | Kasachstan              |
| 21. | Kamerun                 |
|     | Mexiko                  |
|     | Kenia                   |
|     | Ägypten                 |

### Einzelauszeichnungen
| wertvollste Spielerin (MVP) | Yoshie Takeshita          | Japan                  |
| beste Scorerin              | Neslihan Demir Darnel     | Türkei                 |
| beste Angreiferin           | Rosir Calderon            | Kuba                   |
| beste Blockerin             | Christiane Fürst          | Deutschland            |
| beste Aufschlägerin         | Jelena Michailowna Godina | Russland               |
| beste Libera                | Suzana Ćebić              | Serbien und Montenegro |
| beste Zuspielerin           | Yoshie Takeshita          | Japan                  |

Die wertvollste Spielerin und die Sieger auf den Positionen Libero und Zuspiel wurden von einem Gremium der FIVB gewählt. Während die Japanerin auch statistisch die beste Spielerin war, belegte die Serbin in der Rangliste hinter der Russin Swetlana Walentinowna Krjutschkowa und DVV-Libera Kerstin Tzscherlich nur den dritten Platz. Die anderen Auszeichnungen basieren auf der offiziellen Statistik. Neben Christiane Fürst konnte sich auch Angelina Grün, die in der Scorer-Liste nur fünf Punkte schlechter als die Türkin abschnitt und fünftbeste Aufschlägerin war, unter den Top 10 platzieren.

### Qualifikation

#### Europa
Italien war als Titelverteidiger automatisch für die WM qualifiziert. In den Qualifikationsrunden wurden sieben weitere Teilnehmer ermittelt.
In der ersten Runde gab es drei Gruppen mit je fünf Mannschaften. Die Ersten und Zweiten jeder Gruppe qualifizierten sich für die zweite Runde. In Gruppe A setzten sich Spanien und Serbien gegen Albanien, England und Schottland durch. In Gruppe B sicherten sich die Slowakei und Belarus die ersten Plätze vor Slowenien, Österreich und Portugal. In Gruppe C qualifizierten sich Frankreich und Belgien vor Finnland, Norwegen und Bosnien und Herzegowina.
Diese sechs Mannschaften bildeten mit sechs gesetzten Teams die drei Vierergruppen der zweiten Runde. Die Ersten und Zweiten qualifizierten sich für die dritte Runde. In Gruppe D setzten sich Aserbaidschan und Belgien gegen Rumänien und Spanien durch. In Gruppe E sicherten sich die Ukraine und Griechenland die ersten Plätze. In Gruppe F qualifizierten sich Serbien und Tschechien.
In der dritten Runde wurden wiederum drei Vierergruppen mit sechs gesetzten Team gebildet. Die beiden besten Teams jeder Gruppe qualifizierten sich für die Endrunde in Japan, die Gruppendritten ermittelten in einer Play-off-Runde den letzten Teilnehmer. In Gruppe G setzten sich Aserbaidschan und Russland gegen Bulgarien und Tschechien durch. In Gruppe H sicherten sich die Niederlande und die Türkei vor der Ukraine und Belgien die ersten Plätze. In Gruppe I qualifizierten sich Deutschland und Serbien vor Polen und Griechenland.
In der Play-off-Runde setzte sich Polen gegen Bulgarien und die Ukraine durch.

#### Afrika
Die Qualifikation wurde in drei Gruppen mit vier oder fünf Mannschaften ausgetragen. Die Gruppensieger waren für die WM qualifiziert.
In Gruppe A setzte sich Ägypten gegen Nigeria, Südafrika und Botswana durch. In Gruppe B sicherte sich Kenia gegen Algerien, die Republik Kongo, die Demokratische Republik Kongo und Eritrea den Sieg. In Gruppe C war Kamerun gegen Tunesien, Mauritius und Uganda erfolgreich.

#### Asien
Japan war als Gastgeber gesetzt. In zwei Gruppen mit sechs bzw. fünf Mannschaften wurden vier weitere Teilnehmer ermittelt. Die beiden besten Teams jeder Gruppe qualifizierten sich für die WM.
In Gruppe A setzten sich China und Taiwan gegen Australien, Usbekistan, Jordanien und Afghanistan durch. In Gruppe B waren Südkorea und Kasachstan gegen Thailand, die Philippinen und Tonga erfolgreich.

#### Nord- und Mittelamerika
In der ersten Runde gab es drei Gruppen mit vier bzw. fünf Mannschaften. Die drei Gruppensieger sowie der Zweite der Fünfergruppe qualifizierten sich für die nächste Runde.
In Gruppe A setzte sich Jamaika gegen die Niederländischen Antillen, die Britischen Jungferninseln und die Kaimaninseln durch. In Gruppe B war Barbados gegen Dominica, St. Kitts und Nevis und Anguilla erfolgreich. In Gruppe C sicherten sich Mexiko und Guatemala die ersten Plätze vor Nicaragua, Honduras und Panama.
In der zweiten Runde bildeten diese vier Mannschaften mit sechs gesetzten Teams zwei Fünfergruppen. Die besten drei Mannschaften jeder Gruppe qualifizierten sich für die WM. In Gruppe D setzten sich die USA, Puerto Rico und Mexiko gegen Kanada und Barbados durch. In Gruppe E waren Kuba, die Dominikanische Republik und Costa Rica gegen Guatemala und Jamaika erfolgreich.

#### Südamerika
Die Qualifikation wurde in einer einzigen Gruppe mit fünf Mannschaften ausgetragen. Die beiden besten Teams qualifizierten sich für die WM. Dabei setzten sich Brasilien und Peru gegen Argentinien, Uruguay und Ecuador durch.

## Männer

### Spielplan

#### Erste Runde
In Gruppe A setzten sich die als Geheimfavorit gestarteten Polen souverän durch. Die Osteuropäer gaben in ihren fünf Spielen keinen einzigen Satz ab. Den zweiten Platz sicherte sich die Mannschaft des Gastgebers. Die Japaner unterlagen jedoch im asiatischen Duell gegen die nach der Vorrunde ausgeschiedenen Chinesen. Außerdem qualifizierten sich Argentinien und Puerto Rico für die nächste Runde. Die Südamerikaner verloren das direkte Duell gegen das nach Punkten und Sätzen gleichwertige Team aus der Karibik, profitierten jedoch vom Ballpunktquotienten und erreichten so den dritten Rang. Neben China musste sich auch Ägypten, das seinen einzigen Sieg gegen Puerto Rico schaffte, nach der ersten Runde verabschieden.
In Gruppe B wurden die Brasilianer ihrer Favoritenstellung als Gruppensieger gerecht. Die Südamerikaner mussten jedoch gegen den punktgleichen Zweiten Frankreich eine Niederlage hinnehmen. Die Franzosen verloren zwei Tage nach ihrem Erfolg gegen den Olympiasieger überraschend gegen die deutsche Mannschaft. Für das Team von Stelian Moculescu war es der vierte Sieg im vierten Vorrundenspiel. Damit starteten die Männer des DVV ähnlich wie zuvor die Frauen besser als im Vorfeld erwartet. Im letzten Spiel der ersten Runde waren die Deutschen gegen Brasilien jedoch chancenlos. Aufgrund des schlechteren Quotienten belegten sie den dritten Platz. Als vierte Mannschaft qualifizierte sich Kuba für die nächste Runde. Für Griechenland, das nur das direkte Duell der beiden ausgeschiedenen Mannschaften gewann, und das sieglose Australien war die WM hingegen beendet.
In Gruppe C startete Bulgarien mit einem Fünfsatz-Sieg gegen Italien und blieb auch in den weiteren vier Spielen ungeschlagen. Hinter diesen beiden Mannschaften lieferten sich Tschechien, die USA und Venezuela ein enges Duell. Die Tschechen belegten schließlich trotz einer Niederlage gegen das US-Team wegen des besseren Quotienten. Die Südamerikaner gewannen ihrerseits gegen die Vereinigten Staaten, mussten aber dennoch punktgleich mit den vor ihnen platzierten Gegnern die Heimreise antreten. Der Iran konnte in fünf Spielen lediglich zwei Sätze gewinnen.
In Gruppe D schaffte das trotz der politischen Teilung letztmals gemeinsam angetretene Team aus Serbien und Montenegro gleich zum Auftakt einen überraschend deutlichen Sieg gegen Russland und gab anschließend nur noch zwei Sätze ab. Die Russen gewannen ihre weiteren Spiele alle zu null. Kanada sicherte zwei mit zwei deutlichen Niederlagen gegen die Favoriten und drei Siegen den dritten Rang. Außerdem erreichte Tunesien die nächste Runde, während für Südkorea und Kasachstan das Turnier vorzeitig beendet war.
| Gruppe A in Saitama |                     |       |       |        |
| Platz               | Team                | BPQ   | Sätze | Punkte |
| 1                   | Polen               | 1,205 | 15:0  | 10     |
| 2                   | Japan               | 1,025 | 11:10 | 8      |
| 3                   | Argentinien         | 1,004 | 9:12  | 7      |
| 4                   | Puerto Rico         | 0,994 | 9:12  | 7      |
| 5                   | Volksrepublik China | 0,948 | 9:13  | 7      |
| 6                   | Ägypten             | 0,906 | 8:14  | 6      |

| Gruppe B in Fukuoka |              |       |       |        |
| Platz               | Team         | BPQ   | Sätze | Punkte |
| 1                   | Brasilien    | 1,194 | 13:4  | 9      |
| 2                   | Frankreich   | 1,054 | 13:7  | 9      |
| 3                   | Deutschland  | 1,046 | 12:5  | 9      |
| 4                   | Kuba         | 0,946 | 8:11  | 7      |
| 5                   | Griechenland | 0,915 | 6:13  | 6      |
| 6                   | Australien   | 0,889 | 3:15  | 5      |

| 17. November | Polen               | Volksrepublik China | 3:0 |
|              | Puerto Rico         | Argentinien         | 3:2 |
|              | Ägypten             | Japan               | 2:3 |
| 18. November | Argentinien         | Polen               | 0:3 |
|              | Ägypten             | Puerto Rico         | 3:2 |
|              | Japan               | Volksrepublik China | 2:3 |
| 19. November | Volksrepublik China | Argentinien         | 2:3 |
|              | Polen               | Ägypten             | 3:0 |
|              | Puerto Rico         | Japan               | 1:3 |
| 21. November | Ägypten             | Volksrepublik China | 2:3 |
|              | Puerto Rico         | Polen               | 0:3 |
|              | Japan               | Argentinien         | 3:1 |
| 22. November | Volksrepublik China | Puerto Rico         | 1:3 |
|              | Argentinien         | Ägypten             | 3:1 |
|              | Polen               | Japan               | 3:0 |

| 17. November | Kuba         | Brasilien    | 1:3 |
|              | Griechenland | Frankreich   | 1:3 |
|              | Deutschland  | Australien   | 3:1 |
| 18. November | Brasilien    | Griechenland | 3:0 |
|              | Australien   | Frankreich   | 1:3 |
|              | Deutschland  | Kuba         | 3:0 |
| 19. November | Kuba         | Australien   | 3:0 |
|              | Griechenland | Deutschland  | 0:3 |
|              | Frankreich   | Brasilien    | 3:1 |
| 21. November | Kuba         | Griechenland | 3:2 |
|              | Australien   | Brasilien    | 0:3 |
|              | Deutschland  | Frankreich   | 3:1 |
| 22. November | Brasilien    | Deutschland  | 3:0 |
|              | Frankreich   | Kuba         | 3:1 |
|              | Griechenland | Australien   | 3:1 |

| Gruppe C in Nagano |                    |       |       |        |
| Platz              | Team               | BPQ   | Sätze | Punkte |
| 1                  | Bulgarien          | 1,128 | 15:4  | 10     |
| 2                  | Italien            | 1,152 | 14:6  | 9      |
| 3                  | Tschechien         | 1,024 | 8:9   | 7      |
| 4                  | Vereinigte Staaten | 0,952 | 8:10  | 7      |
| 5                  | Venezuela          | 0,926 | 8:11  | 7      |
| 6                  | Iran               | 0,835 | 2:15  | 5      |

| Gruppe D in Sendai |                        |       |       |        |
| Platz              | Team                   | BPQ   | Sätze | Punkte |
| 1                  | Serbien und Montenegro | 1,239 | 15:2  | 10     |
| 2                  | Russland               | 1,240 | 12:3  | 9      |
| 3                  | Kanada                 | 0,985 | 9:9   | 8      |
| 4                  | Tunesien               | 0,912 | 8:11  | 7      |
| 5                  | Südkorea               | 0,923 | 7:13  | 6      |
| 6                  | Kasachstan             | 0,832 | 2:15  | 5      |

| 17. November | Italien    | Bulgarien  | 2:3 |
|              | Tschechien | Iran       | 3:0 |
|              | USA        | Venezuela  | 1:3 |
| 18. November | Iran       | Venezuela  | 1:3 |
|              | Tschechien | Italien    | 0:3 |
|              | Bulgarien  | USA        | 3:0 |
| 19. November | USA        | Tschechien | 3:1 |
|              | Venezuela  | Bulgarien  | 1:3 |
|              | Italien    | Iran       | 3:1 |
| 21. November | Iran       | Bulgarien  | 0:3 |
|              | Tschechien | Venezuela  | 3:0 |
|              | Italien    | USA        | 3:1 |
| 22. November | Bulgarien  | Tschechien | 3:1 |
|              | USA        | Iran       | 3:0 |
|              | Venezuela  | Italien    | 1:3 |

| 17. November | Kanada         | Kasachstan     | 3:0 |
|              | Russland       | Serbien und M. | 0:3 |
|              | Tunesien       | Südkorea       | 3:2 |
| 18. November | Russland       | Tunesien       | 3:0 |
|              | Serbien und M. | Kasachstan     | 3:1 |
|              | Südkorea       | Kanada         | 1:3 |
| 19. November | Kasachstan     | Südkorea       | 1:3 |
|              | Tunesien       | Serbien und M. | 0:3 |
|              | Kanada         | Russland       | 0:3 |
| 21. November | Tunesien       | Kanada         | 2:3 |
|              | Serbien und M. | Südkorea       | 3:1 |
|              | Russland       | Kasachstan     | 3:0 |
| 22. November | Kasachstan     | Tunesien       | 0:3 |
|              | Kanada         | Serbien und M. | 0:3 |
|              | Südkorea       | Russland       | 0:3 |

#### Zweite Runde
In Gruppe E setzte Polen seine Siegesserie fort und benötigte nur gegen Russland mehr als drei Sätze. Auch Serbien-Montenegro blieb bis zum abschließenden Duell gegen die Osteuropäer ungeschlagen. Russland verlor lediglich das Spiel über fünf Sätze gegen den Gruppensieger. Den vierten Rang belegte Japan, das die besser platzierten Teams nicht gefährden konnte. Die letzten beiden Plätze für die Finalrunde erreichten Puerto Rico und Kanada, wobei die Mannschaft aus der Karibik das direkte Duell klar für sich entscheiden konnte. Argentinien konnte nur gegen das ebenfalls ausgeschiedene Tunesien gewinnen.
In Gruppe F dominierte Brasilien, das nur im letzten Spiel gegen die zweitplatzierten und zuvor ungeschlagenen Bulgaren einen Satz abgab. Mit einem 3:2 im abschließenden Gruppenspiel gegen Italien erreichte Frankreich den dritten Rang. Hinter den drei europäischen Mannschaften zog die USA in die Finalrunde ein. Die deutsche Mannschaft konnte in keinem Spiel der Zwischenrunde an die Leistungen der ersten Runde anknüpfen und blieb in den vier Spielen ohne Sieg. Dennoch reichte es durch die Ergebnisse der Konkurrenz noch zum sechsten Platz. Den Tschechen half der letzte Sieg gegen Deutschland nicht mehr. Sie schieden ebenso aus wie Kuba, das zuvor das direkte Duell für sich entschieden hatte.
| Gruppe E |                        |       |       |        |
| Platz    | Team                   | BPQ   | Sätze | Punkte |
| 1        | Polen                  | 1,161 | 21:2  | 14     |
| 2        | Serbien und Montenegro | 1,171 | 18:5  | 13     |
| 3        | Russland               | 1,182 | 17:6  | 12     |
| 4        | Japan                  | 0,988 | 12:14 | 11     |
| 5        | Puerto Rico            | 0,956 | 10:17 | 9      |
| 6        | Kanada                 | 0,871 | 7:19  | 9      |
| 7        | Argentinien            | 0,921 | 9:20  | 8      |
| 8        | Tunesien               | 0,890 | 9:20  | 8      |

| Gruppe F |                    |       |       |        |
| Platz    | Team               | BPQ   | Sätze | Punkte |
| 1        | Brasilien          | 1,155 | 19:6  | 13     |
| 2        | Bulgarien          | 1,073 | 19:9  | 13     |
| 3        | Frankreich         | 1,061 | 18:12 | 12     |
| 4        | Italien            | 1,074 | 16:11 | 11     |
| 5        | Vereinigte Staaten | 0,935 | 12:15 | 10     |
| 6        | Deutschland        | 0,947 | 10:16 | 9      |
| 7        | Tschechien         | 0,939 | 6:19  | 8      |
| 8        | Kuba               | 0,846 | 6:19  | 8      |

| 25. November | Puerto Rico | Serbien und M. | 1:3 |
|              | Argentinien | Russland       | 0:3 |
|              | Japan       | Kanada         | 3:1 |
|              | Polen       | Tunesien       | 3:0 |
| 26. November | Puerto Rico | Russland       | 0:3 |
|              | Argentinien | Serbien und M. | 1:3 |
|              | Japan       | Tunesien       | 3:2 |
|              | Polen       | Kanada         | 3:0 |
| 28. November | Puerto Rico | Kanada         | 3:0 |
|              | Argentinien | Tunesien       | 3:2 |
|              | Japan       | Serbien und M. | 0:3 |
|              | Polen       | Russland       | 3:2 |
| 29. November | Puerto Rico | Tunesien       | 2:3 |
|              | Argentinien | Kanada         | 2:3 |
|              | Japan       | Russland       | 0:3 |
|              | Polen       | Serbien und M. | 3:0 |

| 25. November | Brasilien   | USA        | 3:0 |
|              | Frankreich  | Tschechien | 3:0 |
|              | Deutschland | Italien    | 0:3 |
|              | Kuba        | Bulgarien  | 0:3 |
| 26. November | Brasilien   | Tschechien | 3:0 |
|              | Frankreich  | USA        | 3:2 |
|              | Deutschland | Bulgarien  | 1:3 |
|              | Kuba        | Italien    | 1:3 |
| 28. November | Brasilien   | Italien    | 3:0 |
|              | Frankreich  | Bulgarien  | 2:3 |
|              | Deutschland | USA        | 2:3 |
|              | Kuba        | Tschechien | 3:1 |
| 29. November | Brasilien   | Bulgarien  | 3:1 |
|              | Frankreich  | Italien    | 3:2 |
|              | Deutschland | Tschechien | 1:3 |
|              | Kuba        | USA        | 0:3 |

#### Platzierungsspiele
Die deutsche Mannschaft besiegte nach der erfolglosen Zwischenrunde im ersten Platzierungsspiel das Team aus Puerto Rico, das anschließend gegen Kanada gewann. Anschließend bezwangen die deutschen Männer die USA in fünf Sätzen und erreichten damit den neunten Platz, was angesichts der langen Abstinenz von WM-Turnieren und Platz 32 in der Weltrangliste als Erfolg gewertet wurde.
Deutschland spielte mit: Frank Dehne, Simon Tischer, Björn Andrae, Marcus Popp, Robert Kromm, Mark Siebeck, Stefan Hübner, Norbert Walter, Ralph Bergmann, Christian Pampel, Jochen Schöps und Thomas Kröger. Trainer war Stelian Moculescu.
Die Gastgeber unterlagen Russland im Spiel um den siebten Platz, während Italien nach dem Duell in der zweiten Runde im Spiel um Platz fünf erneut auf Frankreich traf und diesmal deutlich gewann.
Die lange Zeit ungeschlagenen Bulgaren sicherten sich nach der Halbfinal-Niederlage gegen Polen mit einem 3:1 gegen das Team aus Serbien und Montenegro zum vierten Mal in der WM-Geschichte den dritten Platz. Im Finale ließen die Brasilianer den Polen keine Chance und verteidigten mit dem ungefährdeten 3:0-Sieg ihren Weltmeister-Titel.

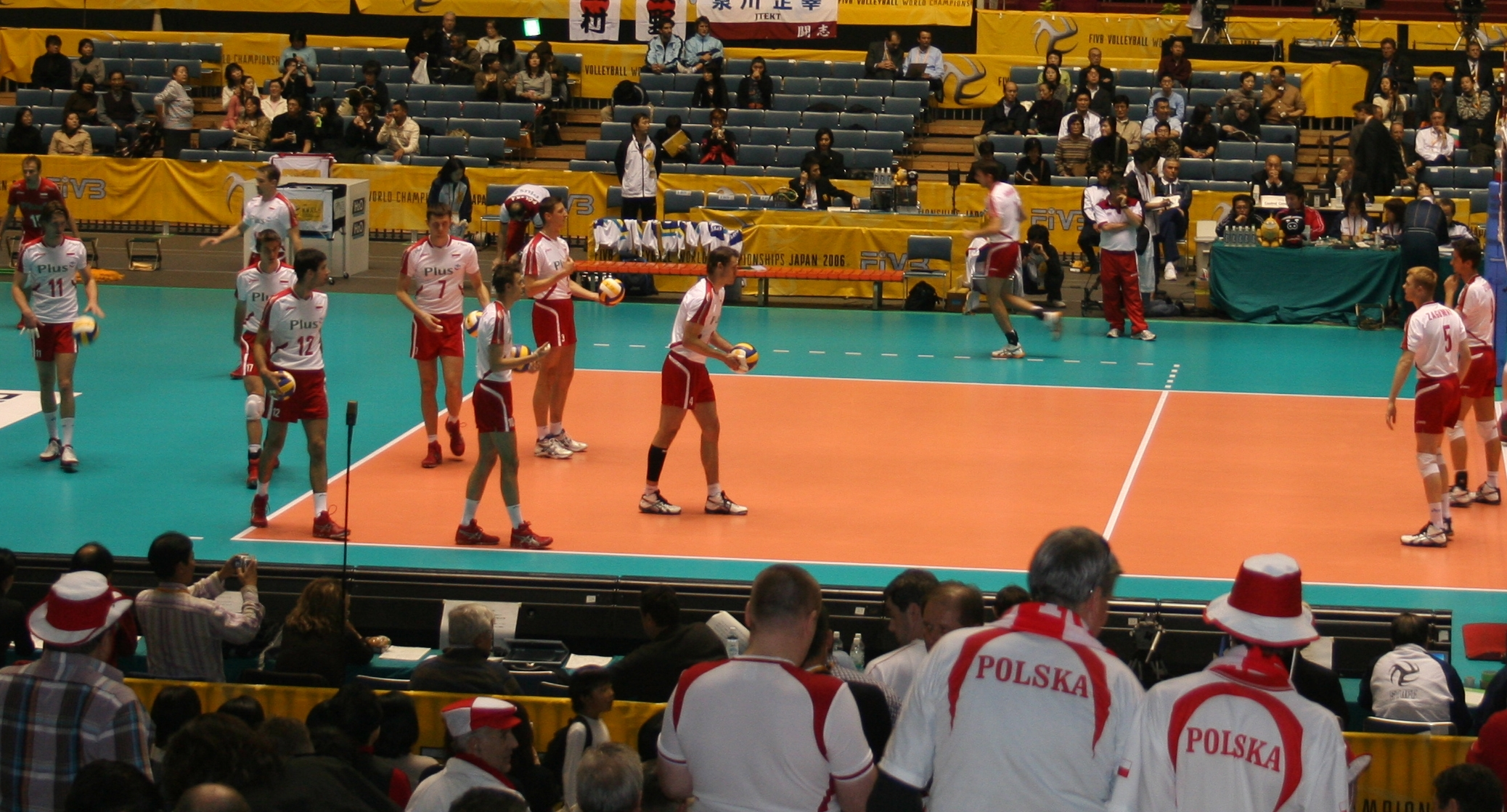
Polnische Spieler vor dem Semifinale

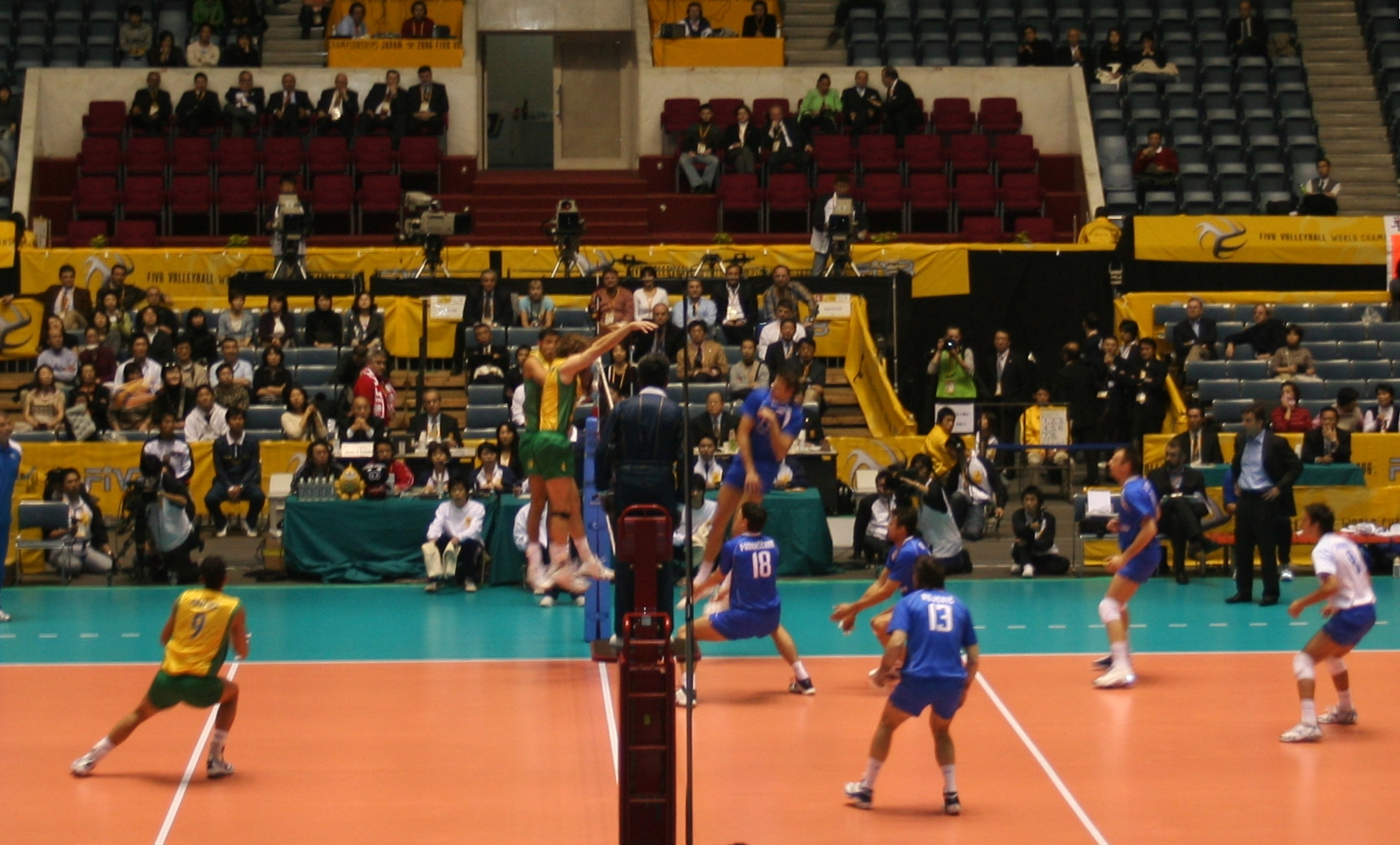
Halbfinale Brasilien vs. Serbien-Montenegro

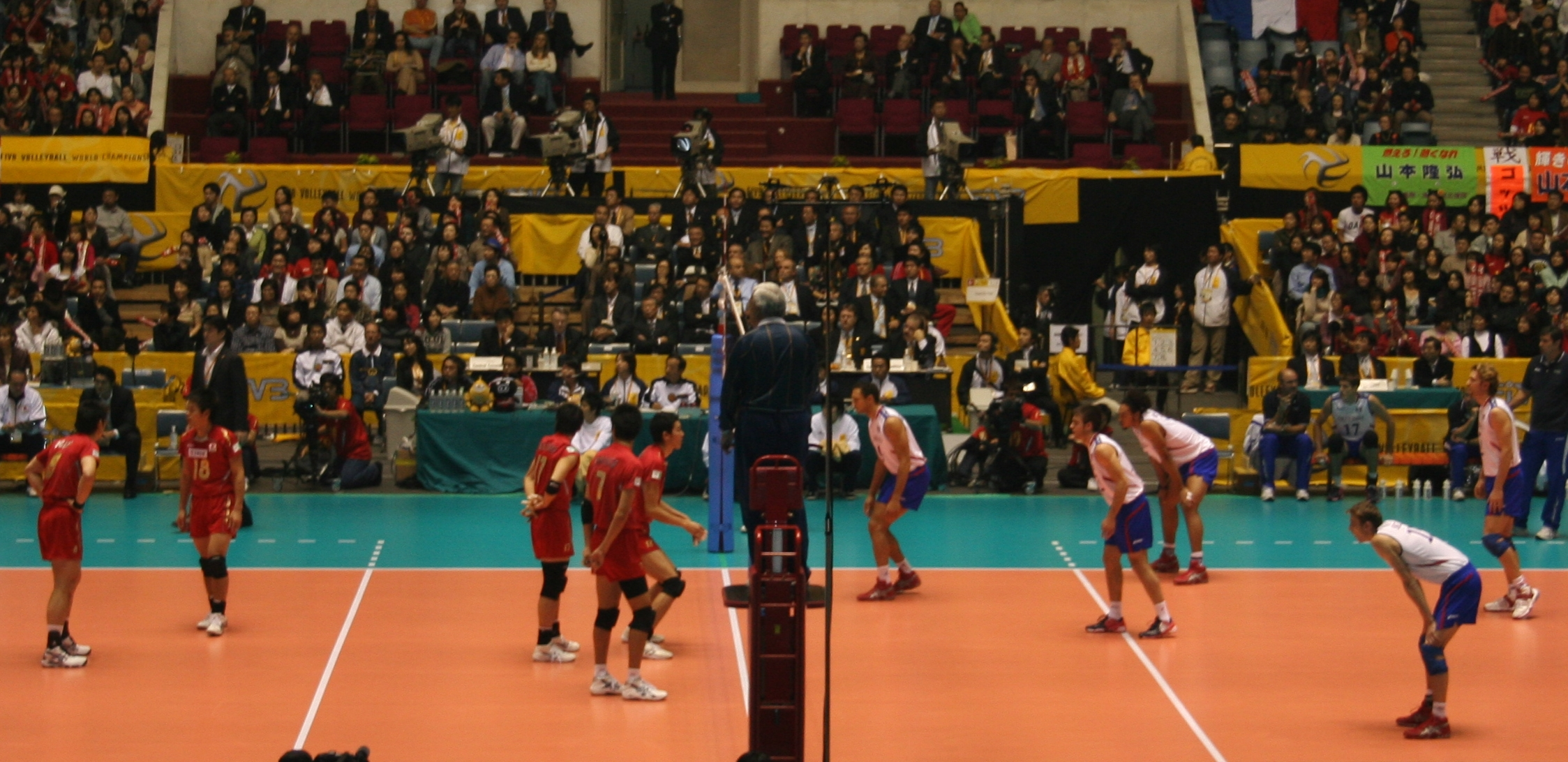
Spiel Japan-Frankreich

|  | Halbfinale       | Halbfinale  |                |   | Finale      | Finale      |
|  |                  |             |                |   |             |             |
|  | Polen            | 3           |                |   |             |             |
|  | Bulgarien        | 1           |                |   |             |             |
|  | 2. Dezember      |             |                |   |             |             |
|  |                  |             | 3. Dezember    |   |             |             |
|  | Polen            | 0           |                |   |             |             |
|  |                  | Brasilien   | 3              |   |             |             |
|  |                  |             |                |   |             |             |
|  | Spiel um Platz 3 |             |                |   |             |             |
|  | 2. Dezember      | 2. Dezember | Bulgarien      | 3 |             |             |
|  | Brasilien        | 3           | Serbien und M. | 1 |             |             |
|  | Serbien und M.   | 1           |                |   | 3. Dezember | 3. Dezember |

|  | Platzierungsspiele 5-8 | Platzierungsspiele 5-8 |             |   | Spiel um Platz 5 | Spiel um Platz 5 |
|  |                        |                        |             |   |                  |                  |
|  | Russland               | 0                      |             |   |                  |                  |
|  | Italien                | 3                      |             |   |                  |                  |
|  | 2. Dezember            |                        |             |   |                  |                  |
|  |                        |                        | 3. Dezember |   |                  |                  |
|  | Italien                | 3                      |             |   |                  |                  |
|  |                        | Frankreich             | 0           |   |                  |                  |
|  |                        |                        |             |   |                  |                  |
|  | Spiel um Platz 7       |                        |             |   |                  |                  |
|  | 2. Dezember            | 2. Dezember            | Russland    | 3 |                  |                  |
|  | Frankreich             | 3                      | Japan       | 1 |                  |                  |
|  | Japan                  | 1                      |             |   | 3. Dezember      | 3. Dezember      |

|  | Platzierungsspiele 9-12 | Platzierungsspiele 9-12 |             |   | Spiel um Platz 9 | Spiel um Platz 9 |
|  |                         |                         |             |   |                  |                  |
|  | Puerto Rico             | 1                       |             |   |                  |                  |
|  | Deutschland             | 3                       |             |   |                  |                  |
|  | 2. Dezember             |                         |             |   |                  |                  |
|  |                         |                         | 3. Dezember |   |                  |                  |
|  | Deutschland             | 3                       |             |   |                  |                  |
|  |                         | USA                     | 2           |   |                  |                  |
|  |                         |                         |             |   |                  |                  |
|  | Spiel um Platz 11       |                         |             |   |                  |                  |
|  | 2. Dezember             | 2. Dezember             | Puerto Rico | 3 |                  |                  |
|  | USA                     | 3                       | Kanada      | 1 |                  |                  |
|  | Kanada                  | 2                       |             |   | 3. Dezember      | 3. Dezember      |

### Endstand
| 1.  | Brasilien              |
| 2.  | Polen                  |
| 3.  | Bulgarien              |
| 4.  | Serbien und Montenegro |
| 5.  | Italien                |
| 6.  | Frankreich             |
| 7.  | Russland               |
| 8.  | Japan                  |
| 9.  | Deutschland            |
| 10. | USA                    |
| 11. | Kanada                 |
| 12. | Puerto Rico            |
| 13. | Argentinien            |
|     | Tschechien             |
| 15. | Tunesien               |
|     | Kuba                   |
| 17. | Volksrepublik China    |
|     | Venezuela              |
|     | Griechenland           |
|     | Südkorea               |
| 21. | Australien             |
|     | Ägypten                |
|     | Iran                   |
|     | Kasachstan             |

### Einzelauszeichnungen
| wertvollster Spieler (MVP) | Giba             | Brasilien   |
| bester Scorer              | Héctor Soto      | Puerto Rico |
| bester Angreifer           | Dante            | Brasilien   |
| bester Blocker             | Alexei Kuleschow | Russland    |
| bester Aufschläger         | Matei Kasiski    | Bulgarien   |
| bester Libero              | Alexei Werbow    | Russland    |
| bester Zuspieler           | Paweł Zagumny    | Polen       |

Der wertvollste Spieler und die Sieger auf den Positionen Libero und Zuspiel wurden von einem Gremium der FIVB gewählt. Der als „most valuable player“ ausgezeichnete Brasilianer Giba (vollständiger Name: Godoy Filho Gilberto) belegte in der Scorer-Wertung lediglich den achten Platz und war hinter seinem Landsmann zweitbester Angreifer. Die anderen Auszeichnungen basieren auf der offiziellen Statistik. In der Blockwertung belegten die deutschen Spieler Stefan Hübner und Ralph Bergmann mit einem minimalen Rückstand von 0,04 bzw. 0,06 Blocks pro Satz die Plätze zwei und drei. Bei den besten Aufschlägern platzierte sich Björn Andrae auf dem vierten Rang. Thomas Kröger kam als sechstbester Libero ebenfalls in die Top 10.

### Qualifikation

#### Europa
In der ersten Runde gab es vier Gruppen mit drei bzw. vier Mannschaften. Die Gruppensieger qualifizierten sich für die zweite Runde. In Gruppe A setzte sich England gegen Schottland und Nordirland durch. In Gruppe B war Slowenien gegen Ungarn, Aserbaidschan und Moldawien erfolgreich. In Gruppe C sicherte sich Rumänien gegen Belarus, Belgien und Norwegen den Sieg. In Gruppe D qualifizierte sich Estland gegen Albanien, Israel und Bosnien und Herzegowina.
In der zweiten Runde bildeten diese vier Mannschaften mit zwölf gesetzten Mannschaften vier Vierergruppen. Die Ersten und Zweiten jeder Gruppe erreichten die dritte Runde. In Gruppe E sicherten sich Bulgarien und die Türkei gegen Rumänien und die Slowakei die ersten Plätzen. In Gruppe F waren die Ukraine und Tschechien gegen Dänemark und England erfolgreich. In Gruppe G qualifizierten sich Portugal und Estland gegen Lettland und Österreich. In Gruppe H setzten sich Finnland und Deutschland gegen Slowenien und Kroatien durch.
In der dritten Runde trafen die Mannschaften in vier Vierergruppen auf acht gesetzte Teams. Die Ersten und Zweiten qualifizierten sich für die WM, die Gruppendritten ermittelten in einer Play-off-Runde einen weiteren Teilnehmer. In Gruppe I waren Deutschland und Italien gegen die Ukraine und Spanien erfolgreich. In Gruppe J sicherten sich Griechenland und Serbien und Montenegro die ersten Plätze vor Portugal und der Türkei. In Gruppe K setzten sich Frankreich und Tschechien gegen die Niederlande und Finnland durch. In Gruppe L qualifizierten sich Russland und Polen gegen Bulgarien und Estland.
In der Play-off-Runde setzte sich Bulgarien gegen Portugal, die Niederlande und die Ukraine durch.

#### Afrika
In der ersten Runde gab es zwei Gruppen mit vier bzw. drei Mannschaften. Die beiden Gruppensieger qualifizierten sich für die zweite Runde. In Gruppe A setzte sich der Sudan gegen Ghana, Uganda und Eritrea durch. In Gruppe B war Südafrika gegen Mauritius und Botswana erfolgreich.
In der zweiten Runde bildeten diese beiden Mannschaften mit sechs gesetzten Teams zwei Vierergruppen. Die Gruppensieger qualifizierten sich für die WM. In Gruppe C sicherte sich Tunesien gegen Südafrika, Algerien und Marokko den Sieg. In Gruppe D qualifizierte sich Ägypten gegen Kamerun, die Demokratische Republik Kongo und den Sudan.

#### Asien
Japan war als Gastgeber gesetzt. In der Qualifikation wurden fünf weitere Teilnehmer ermittelt. In der ersten Runde gab es drei Gruppen mit fünf bzw. vier Mannschaften. Die Ersten und Zweiten jeder Gruppe qualifizierten sich für die zweite Runde. In Gruppe A sicherten sich Katar und die Vereinigten Arabischen Emirate gegen Jordanien, Oman und die Malediven die ersten Plätze. In Gruppe B waren Thailand und Usbekistan gegen Afghanistan und Saudi-Arabien erfolgreich. In Gruppe C setzten sich Taiwan und Indonesien gegen die Philippinen, Macau und Tonga durch.
In der zweiten Runde bildeten diese Mannschaften mit sechs gesetzten Teams drei Vierergruppen. Die Gruppensieger qualifizierten sich für die WM. Die Gruppenzweiten ermittelten in einer Play-off-Runde zwei weitere Teilnehmer. In Gruppe D setzte sich Kasachstan gegen Südkorea, Taiwan und die Vereinigten Arabischen Emirate durch. In Gruppe E sicherte sich China vor Indien, Indonesien und Thailand den Sieg. In Gruppe F war der Iran gegen Australien, Katar und Usbekistan erfolgreich.
In der Play-off-Runde qualifizierten sich Südkorea und Australien gegen Indien.

#### Nord- und Mittelamerika
In der ersten Runde gab es drei Gruppen mit fünf bzw. vier Mannschaften. Die Gruppensieger und der Zweite der Vierergruppe qualifizierten sich für die zweite Runde. In Gruppe A setzte sich Barbados gegen Jamaika, die Niederländischen Antillen, die Britischen Jungferninseln und die Kaimaninseln durch. In Gruppe B sicherte sich Trinidad und Tobago vor St. Lucia, St. Kitts und Nevis, Dominica und Antigua und Barbuda den Sieg. In Gruppe C waren Costa Rica und Guatemala gegen Honduras und Nicaragua erfolgreich.
In der zweiten Runde bildeten die vier Mannschaften mit sechs gesetzten Teams zwei Fünfergruppen. Die Ersten und Zweiten jeder Gruppe qualifizierten sich für die WM. In Gruppe D setzten sich die USA und Puerto Rico gegen Mexiko, Guatemala und Barbados durch. In Gruppe E qualifizierten sich Kuba und Kanada gegen Panama, Trinidad und Tobago und Costa Rica.

#### Südamerika
Brasilien war als Titelverteidiger gesetzt. Die restlichen Mannschaften ermittelten in zwei Gruppen mit drei bzw. vier Teams die restlichen Teilnehmer. Die beiden Gruppensieger qualifizierten sich für die WM. In Gruppe A war Argentinien gegen Paraguay und Uruguay erfolgreich. In Gruppe B sicherte sich Venezuela gegen Kolumbien, Peru und Ecuador den Sieg.

## Medien
Der japanische Fernsehsender TBS produzierte die weltweit ausgestrahlten Live-Bilder. Für den deutschsprachigen Markt hatte der Pay-TV-Sender Arena, der bisher nur durch die Übertragung der Fußball-Bundesliga bekannt war, die Rechte erworben. Arena übertrug alle Spiele mit deutscher Beteiligung und weitere Höhepunkte live und in Wiederholungen. In Deutschland gab es keine Livebilder im Free-TV. Der Sportwettenanbieter bwin hatte sich die Rechte an der WM gesichert und zeigte Spiele im Livestream.